# Harelerbaach
Harelerbaach är ett vattendrag i nordvästra Luxemburg. Strömmen börjar vid Walter genom sammanflödet av bäckarna Masbich och Walterbaach.
Den flyter sedan 4,680 km söderut innan den går samman med Bëtlerbaach och Syrbach. Bäcken passerar orten Harlange.